# 레안드루 다미앙
레안드루 다미앙 다 시우바 두스 산투스(포르투갈어: Leandro Damião da Silva dos Santos, 1989년 7월 22일 ~ )는 줄여서 레안드루 다미앙(포르투갈어: Leandro Damião)이라고 불리는 브라질의 축구 선수로, 현재 일본의 가와사키 프론탈레에서 뛰고 있다. 포지션은 스트라이커이다.

## 축구인 경력

### 클럽 경력
다미앙은 당초 미드필더로 활약하였으나 유스 시절 활약하였던 아틀레치쿠 투바랑에서 스트라이커로 포지션을 변경하였다. 2009년 인테르나시오나우에 입단하였고 2010년 히우그란지두술주 리그 경기에서 데뷔전을 치렀고 2경기에서 2골을 득점하였으며 이후 세리 A와 코파 리베르타도레스 무대에서도 데뷔전을 치렀다.

### 국가대표 경력
2011년 3월 스코트랜드와의 경기를 앞둔 브라질 국가대표팀에서 파투가 부상으로 낙마한 후 대체자로 소집되며 국가대표팀에 처음 모습을 드러내었다. 9월 5일 가나와의 경기에서 A매치 첫 골을 기록하였다.
2012년엔 런던 올림픽 브라질 축구 대표팀에 선발되었으며 6경기에 나서 6골을 기록하며 득점왕을 차지하였다.